# VectorWorks
Vectorworks è un software computer-aided design (CAD) sviluppato da Vectorworks, Inc. (USA), facente parte del Gruppo Nemetschek, e
destinato alla progettazione BIM (Building Information Modeling), al disegno tecnico CAD ed alla modellazione 3D.

## Descrizione
Vectorworks è un pacchetto software di tipo CAD che dispone di un sofisticato ambiente di disegno 2D ed un ambiente di modellazione 3D integrati, che permettono di creare, presentare e produrre i propri progetti. Lo Schedario e il Foglio Elettronico integrati permettono di tenere traccia dei costi e dei materiali utilizzati. Vectorworks è in grado di comunicare con altre applicazioni come Archicad, SketchUp Archiviato l'8 gennaio 2007 in Internet Archive. e Artlantis Studio, traducendo file DXF/DWG ed importando ed esportando file di diverso formato. Alcuni dei formati supportati da Vectorworks sono IFC, SketchUp, 3DS, Revit, OBJ, Shapefile/SHP, JPG, TIF, EPS, GIF, e BMP. I formati IGS, SAT, e STL consentono agli utenti di spedire modelli Vectorworks alle stampanti 3D ed alle macchine a prototipazione rapida.
Vectorworks dispone di funzionalità per il tracciamento automatico dei dati, consentendo agli utenti di generale piante, prospetti, sezioni, rapporti e liste di materiali basate sulle informazioni contenute nel progetto. Capacità grafiche avanzate consentono agli utenti di creare presentazioni destinate ai clienti. Vectorworks permette di applicare colori, riempimenti, tratteggi vettoriali, sfumature di colore, tassellature e texture. La tecnologia di rendering con stile sketch permette agli utenti di sostituire alle linee rette delle linee sketch che assomigliano a tratti fatti a mano e fanno assomigliare i progetti a delle illustrazioni.
Per poter accedere a delle capacità più avanzate di rendering 3D, è disponibile il Modulo Renderworks. Renderworks è integrato con Vectorworks per fornire effetti sia realistici che artistici. Alcune delle tecnologie integrate in Renderworks includono raytracing, global illumination, ambient occlusion, cielo fisico, rendering non fotorealistico (Sketch & Toon), illuminazione volumetrica, luce area, una libreria contenente centinaia texture, mappatura delle texture avanzata, immagini di sfondo ed effetti atmosferici. Dalla versione 2011, il Modulo Renderworks è basato sul sistema di rendering Maxon Cinema 4D: una struttura matematica in grado di gestire operazioni multi-threaded a 64-bit in modo estremamente efficiente e che offre un incremento di velocità sostanzialmente lineare in relazione al numero totale di core utilizzabili. Grazie a questa integrazione è inoltre possibile esportare direttamente il progetto da Vectorworks in Cinema 4D.
Il software viene fornito sia per macOS che per Windows.
Vectorworks contiene anche un linguaggio di scripting denominato VectorScript che permette agli utenti di creare degli strumenti personalizzati. VectorScript è un linguaggio di programmazione leggero che sintatticamente assomiglia al Pascal, incorporando molti dei costrutti di programmazione propri di quel linguaggio. VectorScript è un "superset" del linguaggio Pascal, che estende le capacità del Pascal base con un numero di API (application programming interface) che consentono l'accesso alle caratteristiche ed alle funzionalità del motore CAD di Vectorworks. Dalla versione 2014 è inoltre possibile utilizzare direttamente script realizzati tramite il linguaggio Python 3.
La linea di prodotti Vectorworks include:
- Vectorworks Fundamentals
- Vectorworks Architect
- Vectorworks Landmark
- Vectorworks Machine Design (non più commercializzato dalla versione 2011)
- Vectorworks Spotlight
- Vectorworks Design Suite (in precedenza chiamato Vectorworks Designer)
- Vision
- Braceworks
- ConnectCAD

Vectorworks Fundamentals
Vectorworks Fundamentals è un programma CAD professionale. Diversamente dai programmi CAD “lite”, Vectorworks permette di andare oltre il 2D. Oltre alla precisione dell'ambiente di disegno, Vectorworks dispone anche di potenti strumenti di modellazione 3D che permettono di creare, presentare e produrre i propri progetti. Lo Schedario e il Foglio Elettronico integrati permettono di tenere traccia dei costi e dei materiali utilizzati.
Vectorworks Architect
Vectorworks Architect è la soluzione completa espressamente realizzata per la progettazione architettonica, il design e l'arredo d'interni. Grazie alle superiori capacità di gestione del disegno 2D, della modellazione 3D architettonica e delle funzionalità professionali espressamente concepite per i gruppi di lavoro, Vectorworks Architect è la certificato secondo il protocollo IFC 4, il che garantisce la perfetta compatibilità con i software BIM che utilizzano il formato IFC. Vectorworks Architect intercetta e soddisfa le esigenze peculiari di quanti si occupano anzitutto di edilizia, architettura e restauro. Gli strumenti di Vectorworks Architect le permettono di disegnare, modellare, analizzare e illustrare le proposte senza “uscire” dalla struttura BIM. Grazie alla potenza del kernel geometrico di modellazione Parasolid sviluppato da Siemens PLM Software, Vectorworks Architect è in grado di gestire tutte le fasi BIM grazie alle sue funzioni evolute di design e di presentazione, basate sul più avanzato core di modellazione 3D oggi esistente.
Vectorworks Landmark
Vectorworks Landmark dispone di funzioni di disegno 2D sofisticato, modellazione 3D, strumenti per il design del territorio che rendono semplice creare, analizzare e presentare i progetti. Grazie alle superiori capacità di gestione del disegno 2D, alle funzioni professionali pensate per i gruppi di lavoro, alla possibilità di gestire i dati cartografici in formato GIS, all'evoluto modulo di Plant Manager, alla capacità di esportare in formato PDF originale, Vectorworks Landmark costituisce la scelta ideale per chi si occupa di cartografia, di urbanistica, di arredo del verde e di gestione del territorio.
Vectorworks Machine Design
Vectorworks Machine Design è stato specificatamente realizzato per disegnatori, progettisti e costruttori che necessitano di uno strumento facile da imparare e da usare per creare tavole sofisticate e visualizzare i loro modelli in 3D. Con Vectorworks Machine Design è possibile: disegnare con componenti meccanici 2D/3D parametrici, realizzare disegni estremamente precisi grazie ai sofisticati strumenti di disegno, disegnare in 3D con superfici NURBS flessibili e con strumenti di modellazione solida, creare con facilità elenchi di costi dei materiali e liste delle parti, disegnare grazie all'aiuto di strumenti di analisi integrati. Non più commercializzato dalla versione 2011.
Vectorworks Spotlight
Vectorworks Spotlight unisce la progettazione 2D con la modellazione 3D con progettazione avanzati della illuminazione e con gli strumenti di produzione. Spotlight consente ai progettisti della luce, a chi si occupa delle scenografie, agli art director e più in generale ai professionisti della industria dell'intrattenimento di creare set di luci e di posizionare gli elementi di scena sul palco. Tramite la funzione Vectorworks Showcase, è possibile effettuare la previsualizzazione delle luci direttamente dall'interno dell'applicazione, con possibilità di controllo diretto tramite console o tramite registrazione del flusso dati DMX.
Vectorworks Design Suite
Vectorworks Design Suite include tutte le funzioni presenti nei prodotti Fundamentals - Architect - Landmark - Spotlight ed è rivolto a quei progettisti che sono alla ricerca di un insieme completo di funzionalità, al fine di avere più possibilità progettuali.  Fino alla versione 2021 la denominazione era "Designer" .
Renderworks
Il Modulo Renderworks si integra in tutti prodotti della serie Vectorworks per offrire sofisticati effetti fotorealistici e di tipo non fotorealistico. A prescindere da quale sia il vostro fine e cioè di dare un taglio artistico o simile al mondo reale, potrete realizzare delle presentazioni accattivanti che vi aiuteranno a far apprezzare i vostri elaborati. Alcune caratteristiche presenti sono: luci area e luci linea, luci volumetriche, indirizzamento della luce semplificato, oggetto camera, compressione delle texture, miglioramenti relativi al drag&drop delle texture e accesso facilitato alle modalità di rendering. Dalla versione 2011, il Modulo Renderworks è basato sul sistema di rendering Maxon Cinema 4D. Dalla versione 2017, il Modulo Renderworks viene fornito incluso con tutti i pacchetti Vectorworks. Dalla versione 2021 include anche la modalità di rendering basata su Redshift.
Vision
Vision è un software di previsualizzazione delle illuminazioni scenografiche disponibile per sistemi operativi Windows e MacOS; il trasferimento dati da Vectorworks a Vision è immediato, in modo da poter lavorare sul progetto in modo parallelo al lavoro di previsualizzazione. Con Vision, gli utenti sono in grado di previsualizzare i loro spettacoli con un realismo sorprendente, grazie anche al fatto che le librerie di apparecchi di illuminazione di Vision sono tra le più accurate del settore. Grazie all'integrazione con i software CAD, con i server multimediali e le console luci, Vision rappresenta la soluzione perfetta per il moderno lighting designer che vuole svolgere professionalmente i suoi lavori mantenendo la massima creatività ed efficienza.  I light designer ed i professionisti dello spettacolo possono risparmiare tempo e denaro quando usano Vision, dato che possono pre-visualizzare uno palco luci senza doverlo realizzare o montare. È possibile valutare le luci, le movimentazioni, analizzare la scena insieme ai clienti o agli artisti, comodamente di fronte al proprio schermo.
Braceworks
Il modulo Braceworks offre la possibilità di effettuare un’analisi preventiva dei carichi dello stage, permettendo di preparare una documentazione certificabile e di farlo nello stesso file che contiene il progetto dell’evento, facendo risparmiare ore e riducendo i costi. Braceworks è un modulo aggiuntivo sviluppato per Vectorworks Spotlight e Vectorworks Design Suite che permette di valutare le performance di strutture temporanee per eventi poste sotto carico, in modo da verificare se sono conformi agli standard di sicurezza definiti dagli ingegneri. Braceworks è un modulo aggiuntivo sviluppato per Vectorworks Spotlight e Vectorworks Designer che permette di valutare le performance di strutture temporanee per eventi poste sotto carico, in modo da verificare se sono conformi agli standard di sicurezza definiti dagli ingegneri. Per la prima volta gli scenografi, i produttori ed i professionisti del rigging hanno la possibilità di usare un sistema integrato per la modellazione, l’analisi strutturale e la documentazione. Braceworks analizza i sistemi strutturali modellati con Spotlight in modo completo. Supporta tipologie di carico puntuali e distribuite, elementi strutturali dritti e curvi e materiali diversi. Il modello di analisi ad elementi finiti (FEA) permette di effettuare analisi statiche con visualizzazioni grafiche dei risultati direttamente sul modello 3D. Braceworks include anche il supporto per il calcolo dei carichi e delle strutture a traliccio in base agli Eurocodici e per l’imminente standard ESTA, come l’E1.6. Genera in automatico rapporti dettagliati di carico ed esporta i dati in formato DTSV per una facile condivisione con gli ingegneri strutturali.
ConnectCAD
Il modulo ConnectCAD è uno strumento pensato e sviluppato per chi si occupa di integrazione di sistemi audio-video e broadcast: permette di organizzare le connessioni fra apparecchiature ed è di aiuto fondamentale per coloro che si occupano di impianti e infrastrutture per lo show business.

## Storia
Vectorworks è stato originariamente sviluppato con il nome MiniCAD su piattaforma Mac OS. Il produttore era Diehl Graphsoft ora Vectorworks, Inc.

## Storico dei rilasci
| Versione | Piattaforme | Anno di rilascio | Caratteristiche chiave |  |
| --- | ----------- | ---------------- | --- |  |
| MiniCad 1 | Mac         | 1985             | Editor 3D, Rendering linee nascoste, 27 primitive geometriche, viste prospettiche, ambiente di editing per rendering |  |
| MiniCad 2 | Mac         | 1986             | Editor 2D, 15 Lucidi, supporto PICT, zoom illimitato, supporto multi-pagina, inserimento testo con font Mac, oggetti bitmap, 8 stili linee tratteggiate, libreria simboli, quote |  |
| MiniCad 3 | Mac         | 1987             | Editing multi-documento, rotazione testo, riempimento e penna, snap e griglia visibile, rotazione libera oggetto, strumento doppia linea, taglio/addizione/intersezione superfici, riempimenti, origine spostabile, colore sui lucidi |  |
| MiniCad 4 | Mac         | 1988             | Strumento Sorvola, editing di testo a qualsiasi zoom, poligoni a linea doppia, unione doppie linee, nuovi modi di creazione archi, incremento generale della velocità |  |
| MiniCad+ 1 | Mac         | 1988             | Duplicazione in serie, MiniPascal, foglio elettronico integrato, cartella simboli, strumento Spline, ambiente di editing integrato 2D/3D, supporto 256 colori |  |
| MiniCad+ 2 | Mac         | 1989             | Import/export DXF, testo completamente ruotabile, tratteggio vettoriale, modalità disegno click-click, tavolozza Vincoli, strumento Specchia, tavolozza Strumenti flottante, somma di superfici |  |
| MiniCad+ 3 | Mac         | 1991             | Cursore Dinamico, Database, tavolozza Dati, linguaggio query per MiniPascal e fogli elettronici e nuovi strumenti di quotatura |  |
| MiniCad+ 4 | Mac         | 1993             | Oggetto Muro, strumento Sorvola, strumento Vola attraverso, Cursore Dinamico 3D, tolleranza quotature, generazione sezione, ambiente per oggetti ibridi, Barra di modo, Barra dei messaggi |  |
| MiniCAD 5 | Mac         | 1994             | Strumento arrotondamento, unità e scala definibili dall'utente, cursore migliorato, oggetto polilinea, Categorie e Lucidi illimitati, supporto nativo PowerPC |  |
| MiniCAD 6 | Mac/Windows | 1996             | Tavolozza informazioni oggetto, fori nei poligoni, esportazione EPSF, traduttore ClarisCAD, tavolozza Piani di lavoro, strumento Modifica 3D, oggetto Punto 3D, modifiche in modalità Fil di Ferro e solido, ambiente sviluppo SDK e plug-in, Editor degli schemi, versione per Windows |  |
| MiniCAD 7 | Mac/Windows | 1997             | Luce, funzione posizione del sole, rendering a linee nascoste, tratteggio associativo, unione automatica muri, suddivisione muri, calcolatrice all'interno dei box di inserimento dati, quotatura ad unità doppia, oggetto colonna, griglia rotabile, esportazione DWG |  |
| Vectorworks 8 | Mac/Windows | 1999             | Annulla/riapplica multiplo, oggetto Muro curvo, oggetto tetto completo, menu sensibile al contesto, strumenti di suggerimento ed icone aiuto, supporto rendering QuickDraw 3D, Modulo Renderworks |  |
| Vectorworks 9, Architect 9, Landmark 9, Spotlight 9                                                              | Mac/Windows | 2001             | Introduzione della Industry Series, notazione in virgola mobile, quotatura associativa, vincoli parametrici, oggetto Note, curve NURBS, estrusione su percorso, strumento unisci/combina, oggetto plug-in su percorso, estrusione rastremata |  |
| Vectorworks 9.5, Architect 9.5, Landmark 9.5, Spotlight 9.5, Mechanical 9.5                                      | Mac/Windows | 2002             | Supporto nativo Mac OS X, 3D Power Pack (non-manifold solids engine, creazione superfici NURBS, bordi arrotondati, forme stampo, unione e taglio superfici, importazione esportazione IGES) |  |
| Vectorworks 10, Architect 10, Landmark 10, Spotlight 10, Mechanical 10                                           | Mac/Windows | 2002             | Conversione documenti in sequenza, zoom tramite rotella del mouse, gestione risorse, riempimento tramite sfumatura di colore, campitura con immagine, esportazione STL, gestione solidi più veloce, strumenti per la pianificazione dello spazio, unione muri, oggetto creazione platee, esportazione DOE-2 |  |
| Vectorworks 10.5, Architect 10.5, Landmark 10.5, Spotlight 10.5, Mechanical 10.5                                 | Mac/Windows | 2003             | Stampa raster, funzione protrusione, rotazione su percorso, mappatura perimetrale delle texture per NURBS |  |
| Vectorworks 11, Architect 11, Landmark 11, Spotlight 11, Mechanical 11                                           | Mac/Windows | 2004             | Viewport, aiuto sensibile al contesto, traduzione file SAT, accelerazione OpenGL per 2D, lucidi di presentazione, suddivisione tetto, rendering artistico Renderworks, supporto multi-processore, oggetto pavimentazione, campitura casuale |  |
| Vectorworks 11.5, Architect 11.5, Landmark 11.5, Spotlight 11.5, Mechanical 11.5                                 | Mac/Windows | 2004             | Strumento a mano libera migliorato, lista dei font usati di recente, sketch vettoriale |  |
| Vectorworks 12, Architect 12, Landmark 12, Spotlight 12, Machine Design 12, Designer 12                          | Mac/Windows | 2005             | Viewport Sezione, importazione 3DS, miglioramento formattazione foglio elettronico, oggetto DTM, dialogo Organizzazione, tavolozza Navigazione, supporto file SHP |  |
| Vectorworks 12.5, Architect 12.5, Landmark 12.5, Spotlight 12.5, Machine Design 12.5, Designer 12.5              | Mac/Windows | 2006             | Supporto Intel Mac (Universal Binary), supporto Windows Vista, viewport sezioni in prospettiva, esportazione Google Earth, importazione file PDF, supporto immagini HDRI, ammorbidimento delle mesh |  |
| Vectorworks 2008, Architect 2008, Landmark 2008, Spotlight 2008, Machine Design 2008, Designer 2008              | Mac/Windows | 2007             | Barra Dati dinamica, rotazione della pianta 2D, controllo dell‘opacità e della trasparenza a livello di singolo oggetto, i rettangoli ruotati rimangono rettangoli, ridimensionamento degli oggetti o del progetto rispetto ad un elemento noto, Viewport Lucido Design, Foglio Elettronico con capacità di modifica degli oggetti, Tavolozze Colori illimitate, supporto DXF/DWG 2008/2009 e SketchUp, nuovo design icone |  |
| Vectorworks 2009, Architect 2009, Landmark 2009, Spotlight 2009, Machine Design 2009, Designer 2009              | Mac/Windows | 2008             | Integrazione del kernel di modellazione Parasolid, indicatore di pre-selezione, selezione evidenziata, rifacimento completo del sistema di snap (cursore dinamico), ingranditore rapido, supporto dell'aggancio agli oggetti PDF inseriti sul disegno, strumento Visibilità, migliorie alla modellazione 3D, importazione/esportazione Parasolid X_T, estesa serie di aperture speciali |  |
| Vectorworks 2010, Architect 2010, Landmark 2010, Spotlight 2010, Machine Design 2010, Designer 2010              | Mac/Windows | 2009             | Integrazione del sistema D-Cubed – 2D Dimensional Constraint Manager (2D DCM), possibilità di gestire la grafica 2D in modalità 3D, nuove funzioni di gestione dei piani di lavoro 3D, nuovo sistema di quotatura bi-univoca, controllo dei tratteggi associativi, funzioni per la scultura di muri, supporto per DXF/DWG 2010/2011 |  |
| Vectorworks 2011, Architect 2011, Landmark 2011, Spotlight 2011, Designer 2011                                   | Mac/Windows | 2010             | Integrazione totale tra l'ambiente di disegno 2D e quello di modellazione 3D, strumento Protrusione/Sottrazione (Push/Pull), feedback di selezione della faccia migliorato, Space Planning, nuovo strumento Solaio, nuovi componenti 3D dei muri, teste dei muri, Viewport sezione su Lucidi design, Open Database Connectivity (ODBC), stampa in sequenza di più file, “Perfect Preview” nella modifica dei testi, Stili di Testo, nuovi Simboli scalabili, nuovo sistema di campitura tramite tassellatura, migliorie alle quotature, miglioramenti al Modellatore del Terreno (DTM), nuovo Renderworks basato su engine CINEMA 4D |  |
| Vectorworks 2012, Architect 2012, Landmark 2012, Spotlight 2012, Designer 2012                                   | Mac/Windows | 2011             | Piani dell'edificio, funzionalità di tipo GIS, piano di Lavoro automatico, bordi di intersezione con il rendering in modalità Linee Nascoste, import/export DXF/DWG migliorato, modalità Protrusione / Sottrazione per strumenti planari, zoom migliorato, Stili Renderworks, Modalità Raggi X per il disegno 2D, Heliodon, supporto IFC migliorato, colori di sfondo dell'ambiente di disegno personalizzabili a piacere |  |
| Vectorworks 2013, Architect 2013, Landmark 2013, Spotlight 2013, Designer 2013                                   | Mac/Windows | 2012             | Visualizzazione 2D accelerata tramite GPU, VW Plug-in Explorer Documenti (Windows), Stili di tratteggio delle linee, Visualizzazione gerarchica della Categorie, import/export in formato DWF, import/export in formato 3DM per Rhino, Miglioramenti alla proiezione prospettica & Vola attraverso, Volume di sezione, Rettangolo aureo, Sole e Cielo realistico (Modulo Renderworks), DWG/DXF, esportazione in batch dei progetti, Immagini nelle celle del Foglio elettronico, Oggetto auto-Ibrido, Matrice 3D su superficie |  |
| Vectorworks 2014, Architect 2014, Landmark 2014, Spotlight 2014, Designer 2014                                   | Mac/Windows | 2013             | Tecnologia Fast Interactive Display per la resa 3D della scena, ritaglio delle immagini bitmap, riferimenti a file DXF/DWG, scripting con Python 3, Nuovo comando "Pubblica", strumento "Torsione", strumento "Rastrema faccia", Mappatura tramite Displacement, nuova "Quotatura Sezione", Nuovo comando "Gestione Categorie o Lucidi", interfaccia più snella e migliorie varie |  |
| Vectorworks 2015, Architect 2015, Landmark 2015, Spotlight 2015, Designer 2015                                   | Mac/Windows | 2014             | RIfacimento totale della struttura interna per operare a 64-bit, interfaccia su Mac OS X basata su Cocoa, dismissione della dipendenza da QuickTime in ambiente Windows, supporto nativo per la grafica in qualità Retina® su Mac OS X e 4K in ambiente Windows, nuova generazione del Vectorworks Graphics Module (VGM) che garantisce una resa migliore della grafica 2D/3D, ritaglio delle immagini PDF, miglioramento della funzione "Pubblica", nuovo strumento "Deforma", nuova tecnologia dei muri in grado di gestire le facciate continue, netto miglioramento nella importazione dei file SketchUp®, semplificazione nella gestione dei piani edificio, Tratteggi 3D nei rendering a Linee Nascoste, migliorie nella gestione dei testi (controllabili tramite Categorie), rifacimento dell'interfaccia del foglio elettronico |  |
| Vectorworks 2016, Architect 2016, Landmark 2016, Spotlight 2016, Designer 2016                                   | Mac/Windows | 2015             | Superfici di suddivisione, sistema di visual scripting "Marionette", importazione di Point Cloud, modulo per l'analisi energetica "Energos", funzioni per la condivisione dei progetti, importazione file OBJ e STL, esportazione PDF 3D, sezioni orizzontali dal Volume di sezione, componenti dei tetti e stili, modificatori 3D sui solai, oggetto parametrico "Pavimentazione" migliorato, sostituzione delle risorse cancellate, anteprima delle risorse, aggancio tavolozze in Mac OS X, nuovo Gestore migrazione, migliorie nella gestione dei DTM (modificatori potenziati, frecce di flusso, origine dati su altro Lucido, set impostazioni), rampa parametrica, paranco a catena, nuove funzioni Spotlight. |  |
| Vectorworks 2017, Architect 2017, Landmark 2017, Spotlight 2017, Designer 2017                                   | Mac/Windows | 2016             | Nuova tavolozza Gestione Risorse, navigazione 2D dello schermo accelerata hardware, superfici di suddivisione migliorate, visualizzazione dati nelle viewport, drenaggio dei solai, elementi strutturali, miglioramento nella gestione delle Piante parametriche, supporto IFC v4, Web View e realtà virtuale, modulo Camera Match, condivisione dei progetti migliorata, importazione texture Cinema 4D, ombre 2D in pianta, esportazione file OBJ, importazione file Revit, opacità differente per riempimento e bordo, esportazione immagini con sfondo trasparente, esportazione in Cinema 4D migliorata, accesso alle librerie BIMobject, design di irrigazioni, Modulo Renderworks per tutti, nuove funzioni Spotlight. |  |
| Vectorworks 2018, Architect 2018, Landmark 2018, Spotlight 2018, Designer 2018                                   | Mac/Windows | 2017             | Viste disegno multiple, modifica diretta di sezioni e prospetti, superfici di suddivisione migliorate, Visual Scripting con Marionette migliorato, nuovo Centro Messaggi, Foglio Elettronico migliorato, migliore resa grafica per i documenti architettonici, importazione da Revit migliorata, supporto Touch Bar dei MacBook Pro, modellazione dei muri migliorata, supporto completo al formato Unicode, Tavolozza Gestione Risorse migliorata, Dimostrazione delle Superfici, nuovo oggetto Squadratura e Cartiglio, classificazione Piante migliorata, modifica diretta dei contour del DTM, nuovo strumento Fogliame, gestione dei settori platea migliorata, connessione automatica di tralicci e carichi, nuovo modulo Braceworks, esportazione Vista Web migliorata, nuovo rendering in formato Panorama, Renderworks aggiornato con Maxon CineRender, Vectorworks Cloud Services migliorati. |  |
| Vectorworks 2019, Architect 2019, Landmark 2019, Spotlight 2019, Designer 2019, Vision 2019                      | Mac/Windows | 2018             | Componenti 2D per i simboli e gli oggetti ibridi, strumenti Etichetta Dati, applicazione di Effetti immagine alle immagini e alle viewport, importazione batch da Revit, creazione di sezioni e prospetti semplificata, Volume di sezione utilizzabile nelle Viewport, importazione immagini in formato SVG (solo versione italiana), migliorie alla gestione della Nuvola di Punti, modellazione con le iterazioni di Suddivisione, modellazione di soffitti e pavimenti inclinati per gli oggetti Spazio, Space Planning migliorato con gli stili degli Spazi, supporto multi-core del Vectorworks Graphics Module (VGM), collaborazione migliorata in import-export in DWG, gestione semplificata dei Cartigli, navigazione migliorata con i Filtri di Lucidi e Categorie, simulazione della svolta dei veicoli con AutoTURN Online, Modellazione del terreno con funzioni di Scultura 3D, accesso semplificato ai cataloghi piante, l'oggetto Pavimentazione permette di usare gli Stili Solaio e i Drenaggi, migliorie agli Apparecchi di illuminazione, uso di una mappa termica nel modulo Braceworks per evidenziare le problematiche di carico, nuovo motore di connessione automatica dei tralicci. |  |
| Vectorworks 2020, Architect 2020, Landmark 2020, Spotlight 2020, Designer 2020, Vision 2020, ConnectCAD 2020     | Mac/Windows | 2019             | Migliorie al Vectorworks Graphics Module, classificazione migliorata in import-export in DWG, esportazione in formato Revit, modalità scura per macOS e interfaccia rinnovata; importa PDF in Fundamentals; Visualizzazione Dati dinamica; Animazione lungo un percorso; livello di dettaglio VGM (tassellatura); modellazione basata sullo storico azioni; aggiornamenti dell'interfaccia utente: modifica gli elenchi nei dialoghi; migliorie alle sezioni orizzontali; registrazione definizioni e stili; Pavimentazioni per Architect; Gestione Dati IFC; Riferimenti IFC; flusso di lavoro GiS per Architect e Landmark; BIMobject per Landmark; Viste schematiche per Spotlight; Patch DMX; migliorie all'allineamento degli apparecchi illuminazione; inserimento tralicci lungo un vettore; unificazione delle librerie di tralicci; tralicci a libro; classificazione dei punti di carico; esportazione Scia xml per Braceworks; modulo opzionale connectCAD; Supporto NDI per Vision. Nel Service Pack 3 italiano: nuova funzione Ortofoto (solo per Vectorworks Architect). |  |
| Vectorworks 2021, Architect 2021, Landmark 2021, Spotlight 2021, Designer 2021, Vision 2021, ConnectCAD 2021     | Mac/Windows | 2020             | Funzione di Ricerca rapida di comandi o strumenti, opzioni speciali del cursore, import/export in formato Excel, nuove opzioni di protrusione/sottrazione, accesso allo storico azioni di modellazione 3D, risorsa Materiale, pannelli tavolozze staccabili, griglie di riferimento, oggetto Deflusso-Scarico migliorato, nuovo marcatori parametrici, connessione di oggetti Ringhiera-Recinzione, oggetto Area vegetazione migliorato, migliorie generali agli oggetti di rigging, interfaccia Apparecchio illuminazione rinnovata, Server di condivisione dei progetti. |  |
| Vectorworks 2022, Architect 2022, Landmark 2022, Spotlight 2022, Design Suite 2022, Vision 2022, ConnectCAD 2022 | Mac/Windows | 2021             | Nuove tecnologie di base: codice nativo per microprocessori M1, supporto per modalità grafica basata su Apple Metal (macOS) e DirectX (Windows). Migliorie all’interfaccia, nuova Tavolozza Attributi, nuova interfaccia per gli Agganci, nuova funzione Importa come Simbolo, rendering a Linee Nascoste non bloccante, ripetizione degli ultimi comandi utilizzati, mappatura texture per singola faccia, modalità di rendering Redshift, connessione diretta Twinmotion, nuove modalità di modifica delle ringhiere/recinzioni, migliorie alle Etichette Dati, modifica diretta delle scale, migliorie allo strumento Spazio, controllo dei componenti dei muri, migliorie all’interfaccia di Porte e Finestre Architect, ArcGIS Feature Layer, Stili Pianta, Zolle delle piante, migliorie generali a Spotlight, miglioramento delle viste schematiche, aggiornamento strumento Tendaggi, Allineamento degli oggetti Spotlight più efficiente, migliorie alla ricerca e modifica di oggetti Spotlight, Magneti sui tralicci. Nuova funzione per la gestione dell’impianto elettrico civile o commerciale (solo versione Architect italiana). |  |
| Vectorworks 2023, Architect 2023, Landmark 2023, Spotlight 2023, Design Suite 2023, Vision 2023, ConnectCAD 2023 | Mac/Windows | 2022             | Nuovo strumento Offset Bordo, generazione più rapida delle Viewport Sezione, nuova schermata Home, nuove opzioni di rendering Ombreggiato, modellazione diretta per porte e finestre, Legende grafiche, gestione delle BIM Issue migliorata, quotatura d’imposta, migliorie allo strumento Muro, Porte e finestre con ante pieghevoli, nuove funzioni per report, migliorie al modellatore del terreno, nuovo strumento/oggetto Siepe, nuovo oggetto Pianta Laubwerk, migliorie al flusso di lavoro nei rigging, collaborazione Revit migliorata, migliorie all’importazione IFC, organizzazione delle librerie di risorse migliorata, opzioni di import/export DWG personalizzabili, Redshift utilizzabile anche con sola CPU, funzionalità ampliate nella Gestione Dati, migliorie nelle Etichette Dati. |  |
| Vectorworks 2024, Architect 2024, Landmark 2024, Spotlight 2024, Design Suite 2024, Vision 2024, ConnectCAD 2024 | Mac/Windows | 2023             | Interfaccia utente rinnovata, nuova Barra di Modo, nuove icone, modalità scura disponibile su Mac e su Windows, possibilità di scegliere tre livelli di risoluzione dell'interfaccia (solo versione Mac), rendering Ombreggiato con effetti ombre e camera, generazione più rapida di sezioni renderizzate, migliorie allo strumento Dragger 3D, Stili Viewport, referenziazione diretta di file Excel, import/export DWG ottimizzato, Project Sharing+, nuovo strumento parametrico Elemento cucina, documentazione dettagliata per Porte e Finestre, Materiali per Porte e Finestre, strumento parametrico Ringhiera riprogettato, controlli avanzati per gli Elementi strutturali, texture migliorate per muri, solai, tetti, muri ancora più dettagliati, Quotatura d’imposta migliorata, legende per l’analisi del Modello del Terreno, Landmark: migliorie alla zolla e all’area di scavo, nuovo oggetto parametrico Recinzione, Tavolozza Colori Landmark, migliorie nell’usabilità del comando Pubblica, Spotlight: Gestione attrezzature e scorte di magazzino. Nella versione Update 4 è stato aggiunta la funzione AI Visualizer. La versione in italiano dispone di una funzione per l'esportazione DXF ottimizzata per DocFA. |  |
| Vectorworks 2025, Architect 2025, Landmark 2025, Spotlight 2025, Design Suite 2025, Vision 2025, ConnectCAD 2025 | Mac/Windows | 2024             | nuova funzione Onscreen View Control per il controllo della rotazione della vista, nuova funzione per la prospettiva a due punti, rendering a Linee Nascoste migliorato, migliorie nella esportazione DXF/DWG, migliorie alla Home Screen, migliorie al Gestore Migrazione, Editor degli Schemi migliorato, gestione documenti recenti migliorata, nuova funzione Cloud Document Reviewer, migliorie alla condivisione dei progetti, migliorie all'importazione di più immagini, nuova funzione di controllo della visibilità degli oggetti, strumento Pavimentazione con interfaccia e funzioni migliorate, esportazione in formato Revit gestita tramite i Cloud Services (anche in versione precedenti), classificazione degli oggetti BIM tramite standard, nuovo strumento Top cucina, nuovo strumento Cordolo, funzione Finiture stanza migliorata, nuovo strumento Punto rilievo, Area vegetazione con interfaccia e funzioni migliorate, download automatico di dati GDTF, accesso al portale GDTF.share direttamente dall'interno di Vectorworks, migliorie agli strumenti Audio, migliorie ai Bridle, nuova gestione degli agganci fra i tralicci, aggancio delle fixture ai tralicci notevolmente migliorato, creazione automatica di schemi di alimentazione, Viste schematiche migliorate, nuova funzionalità Vectorworks Showcase, per la previsualizzazione delle luci. |  |